# Ursula Deinert
Ursula Deinert (* 17. Oktober 1910 in Berlin; † 21. Dezember 1988 in Ost-Berlin) war eine deutsche Tänzerin, Schauspielerin und Ballettpädagogin.

## Leben
Sie begann nach ihrer künstlerischen Ausbildung ihre Bühnenlaufbahn 1934 als Solotänzerin am Opernhaus in Essen. In Berlin wurde sie ab 1936 als Solotänzerin, ab der folgenden Spielzeit als Erste Solistin am Deutschen Opernhaus engagiert. Sie trat in Berlin auch an der Komischen Oper und am Schauspielhaus auf.
Ebenfalls ab 1936 erhielt sie Filmrollen, in denen sie vor allem Tanz- und manchmal auch Gesangseinlagen bot. In schauspielerischer Hinsicht wurde sie dagegen nur in wenigen Filmen gefordert. Nach 1945 war sie in Hamburg, Bremerhaven und Gießen als Ballettmeisterin tätig.
1954 bis 1959 wirkte sie als Solotänzerin im Friedrichstadtpalast, zugleich gastierte sie ständig als Erste Solotänzerin an der Staatsoper Berlin. Seit 1961 lebte sie in Ost-Berlin als Tanzpädagogin der Staatlichen Fachschule für Artistik. Sie war mit dem Bühnenbildner Dieter Berge verheiratet. Ihr tanzkünstlerischer Nachlass befindet sich im Deutschen Tanzarchiv Köln.

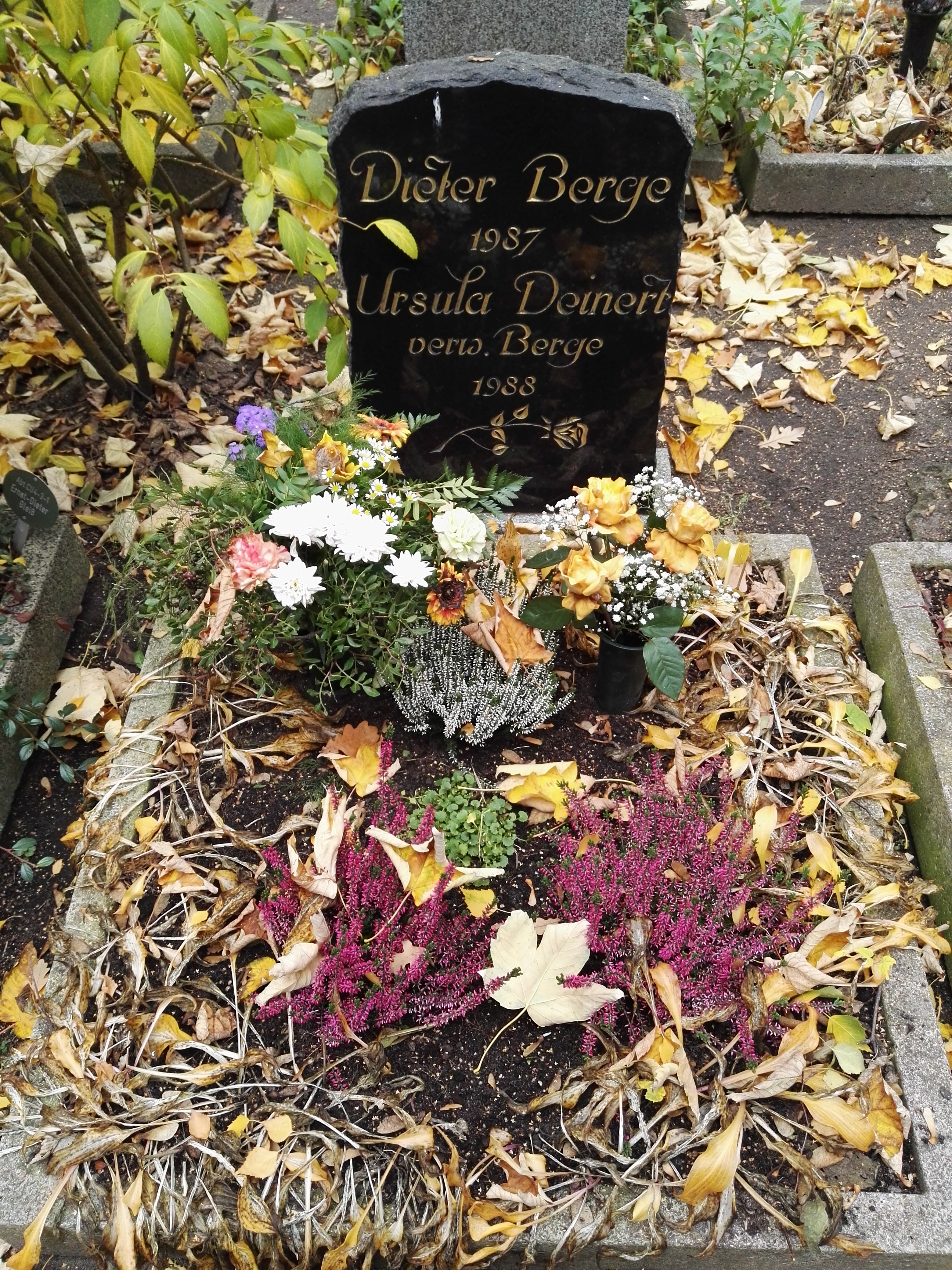
Grabstätte

Sie ist auf dem Friedhof der Dorotheenstädtischen und Friedrichswerderschen Gemeinden in Berlin-Mitte bestattet.

## Filmografie
- 1936: Schlußakkord
- 1936: Nachtwache im Paradies
- 1936: Karneval
- 1936: Moral
- 1936: Diener lassen bitten
- 1936: Der lustige Witwenball
- 1936: Du bist mein Glück
- 1937: Frauenliebe – Frauenleid
- 1937: Die verliebte Dachstube
- 1938: Nanon
- 1938: Mordsache Holm
- 1938: Es leuchten die Sterne
- 1938: Capriccio
- 1938: Andere Länder, andere Sitten
- 1938: Eine Nacht im Mai
- 1939: Morgen werde ich verhaftet
- 1939: Meine Tante – deine Tante
- 1939: Robert und Bertram
- 1939: Das Stilett
- 1939: Frau am Steuer
- 1939: Dein Leben gehört mir
- 1939: Brand im Ozean
- 1939/41: Pedro soll hängen
- 1940: Die Rothschilds
- 1940: Jud Süß
- 1940: Bal paré
- 1941: Sonntagskinder